# Nunca doblegado, nunca roto
«Nunca doblegado, nunca roto» es el sexto episodio de la quinta temporada de la serie de televisión de fantasía medieval Game of Thrones. El episodio fue escrito por Bryan Cogman y fue dirigido por Jeremy Podeswa. Fue emitido mundialmente el 17 de mayo de 2015.

## Argumento

### En Desembarco del Rey
Petyr en su regreso a Desembarco del Rey es confrontado por Lancel y los gorriones, quienes le advierte que no tolerarán su negocio de prostitución. Más tarde en una reunión con Cersei, Petyr reafirma su lealtad al revelarle que Sansa se encuentra en Invernalia, próxima a casarse con Ramsay, hecho que provocaría que los Bolton tuvieran más poder en el norte. Tras el enfurecimiento de Cersei, Petyr sugiere atacar Invernalia tras la batalla que se aproxima entre Stannis y los Bolton. Pero al ver la incapacidad de tener a alguien al mando del ejército, es el propio Petyr quien se ofrece a ir, a cambio de que sea nombrado el Guardián del Norte. 
Mientras tanto, Olenna llega a Desembarco del Rey tras saber la noticia de la detención de su nieto Loras. Olenna en una reunión con Cersei afirma que sus acciones ponen en peligro la alianza entre las casas Lannister y Tyrell, pero es la propia Cersei quien confiadamente afirma que no habrá suficiente pruebas para condenar a Loras. En un interrogatorio, el Gorrión Supremo interroga a Loras y a Margaery sobre las acciones homosexuales de Loras, ambos niegan tales acciones bajo un juramento sagrado. Sin embargo, los gorriones llevan a Olyvar, quien testifica en contra de Loras, hecho que provoca la detención tanto de Loras, para ser llevado a juicio, como de Margaery, por haber cometido perjurio.

### En Invernalia
En los preparativos de la boda, Myranda asiste a la habitación de Sansa para ayudarla y mientras le lava el cabello, le cuenta como Ramsay hace "cosas horribles" a las mujeres que le aburren. En la ceremonia, Theon acompaña y entrega a Sansa, quien tras una pequeña pausa acepta casarse con Ramsay. Tras esto, él la lleva de regreso al castillo, donde le pide quitarse la ropa para consumar su matrimonio. Ramsay obliga a Theon a quedarse en la habitación, y este entre lágrimas ve cómo Sansa es violada.

### Al otro lado del Mar Angosto
Jorah y Tyrion continúan su camino a Meereen a pie. Tyrion le revela que huyó de Poniente tras asesinar a su padre, también le revela que su padre, Jeor Mormont, murió en un motín durante una expedición más allá del Muro a mano de sus hombres; una revelación que sorprende a Jorah. Asimismo, este explica que su plena lealtad a Daenerys se debe a que ella sobrevivió a una hoguera y oyó el canto de los dragones al nacer, aunque Tyrion aún permanece cínico. Después, durante el camino, son capturados por unos esclavistas. Los planes principales de los esclavistas eran matar a Tyrion, sin embargo, logra convencerlos de viajar a Meereen, donde podrían ganar dinero en la reapertura de los reñideros con Jorah.

### En Dorne
Trystane y Myrcella caminan juntos por el jardín acuático, ambos hacen planes de su futuro matrimonio. Mientras tanto, Jaime y Bronn logran infiltrarse en los jardines con la vestimenta de guardianes de Dorne. Jaime logra ver a Myrcella, al acercarse le pide que lo acompañe para marcharse del lugar, pero la intervención de Trystane hace que Bronn lo noquee. Tras esto, Jaime pretende escaparse del lugar pero son emboscados por las serpientes de la arena y tras una breve batalla son descubiertos y encarcelados junto con Ellaria por los guardianes de Dorne. 

### En Braavos
Arya continúa con su entrenamiento para ser un hombre sin cara. Ella le pregunta a Jaqen H'ghar qué es lo que hacen con los cadáveres en el templo, pero él le responde que no está lista para saberlo. Frustrada, pregunta a la ayudante de Jaqen sobre la manera de aprobar en el juego de las caras. Ella le da a entender que debe utilizar mentiras convincentes. Cuando Jaqen la pone a prueba de nuevo, Arya le dice que llegó para unirse a los hombres sin cara, pero miente sobre varios aspectos de su pasado. Jaqen es capaz de identificar tales mentiras; la castiga por ellas y, antes de marcharse, le dice que no le está mintiendo solo a él, sino también a ella misma.
Más tarde, un hombre lleva a su hija enferma al templo para que ella pueda morir en paz. Arya se acerca a la niña y le miente diciéndole que también ella estuvo enferma en el pasado, pero que fue capaz de recuperarse gracias al agua del Templo; a continuación, le da a beber de esta agua, que está envenenada, para poner fin a su sufrimiento. Al ver esto, Jaqen decide llevar a Arya a una cámara secreta subterránea en el templo, donde se encuentran grandes columnas con las caras de las personas que han muerto en el lugar. Ahí Jaqen le comenta que no está lista para convertirse en "nadie", pero sí para convertirse en "otra persona".

## Reparto

### Personajes principales
- Peter Dinklage como Tyrion Lannister
- Nikolaj Coster-Waldau como Jaime Lannister
- Lena Headey como Cersei Lannister
- Aidan Gillen como Petyr Baelish
- Natalie Dormer como Margaery Tyrell
- Indira Varma como Ellaria Sand
- Alfie AllencomoTheon Greyjoy/"Hediondo"
- Sophie Turner como Sansa Stark
- Maisie Williams como Arya Stark
- Jerome Flynn como Bronn
- Dean-Charles Chapman como Tommen Baratheon
- Tom Wlaschiha como Jaqen H'ghar
- Michael McElhatton como Roose Bolton
- Iwan Rheon como Ramsay Bolton
- Iain Glen como Jorah Mormont

### Personajes secundarios
- Diana Rigg como Olenna Tyrell
- Jonathan Pryce como el gorrión supremo
- Alexander Siddig como Doran Martell
- DeObia Oparei como Areo Hotah
- Keisha Castle-Hughes como Obara Sand
- Rosabell Laurenti Sellers como Tyene Sand
- Jessica Henwick como Nymeria Sand
- Finn Jones como Loras Tyrell
- Will Tudor como Olyvar
- Eugene Simon como Lancel Lannister
- Faye Marsay como la muchacha
- Adewale Akinnuoye-Agbaje como Malko
- Toby Sebastian como Trystane Martell
- Nell Tiger Free como Myrcella Baratheon
- Charlotte Hope como Myranda
- Elizabeth Webster como Walda Bolton
- James McKenzie Robinson como Joss
- Hattie Gotobed como Ghita

## Recepción

### Audiencia
El episodio generó 6.24 millones de televidentes en su estreno original por HBO en Estados Unidos.

### Recepción crítica
El episodio recibió críticas mixtas debido a la escena de Dorne y la violación de Sansa. En Rotten Tomatoes el episodio recibió un 59% basado en críticas profesionales, siendo el episodio más bajo en la historia de la serie. Jeffrey Lyles comentó: "El programa sigue encontrando maneras frustrantes y perturbadoras para degradar a sus personajes femeninos." Libby Hill de Salon dijo: "[el episodio] fue dos pasos hacia adelante y uno hacia atrás." Richard Rushfield de HitFix aclaró: "En las cinco temporadas de la serie, este episodio sería el primero en llamar 'desagradable', desde la secuencia de inicio hasta el final." Nina Shen Rastogi de Vulture comentó: "Es cruel despojar a Sansa de la agencia que ha estado acumulando con tanto esfuerzo, porque literalmente fue tan barato la manera en que se la arrebataron, me sientí realmente ofendida como fanática. Andy GreenWald de Grantland comentó: "Fue fácilmente el episodio más débil de lo que había sido una magnífica temporada". Jeremy Egner de The New York Times dijo: "Las cosas fueron brutales en Winterfell esta semana, más aún para el desarrollo de la historia como más o menos esperábamos que lo hicieran.

## Controversia
Tras la emisión del episodio, fanáticos de la serie lanzaron comentarios negativos para los creadores y productores de la serie, David Benioff y D. B. Weiss por la escena final la cual incluye la violación de Sansa por parte de su nuevo esposo Ramsay Bolton, llamando innecesaria debido a que no sucede tal violación al personaje de Sansa en las novelas originales, incluso fue catalogada como el peor momento de Sansa en la serie George R. R. Martin a la defensa comentó: "'Game of Thrones' nunca será igual a los libros [...] nunca ha existido una serie de TV que sea completamente fiel al material original. En HBO están tratando de hacer la mejor serie que pueden y yo estoy tratando de escribir las mejores novelas que puedo." Por su parte, Sophie Turner, actriz que interpreta a Sansa comentó: "Cuando leí esa escena como que me encantó [...] Todo es un desastre. También fue tan intimidante para mí. Pero secretamente me encantó."